# Yara Lasanta
Yara Liz Lasanta Santiago (sinh ngày 3 tháng 4 năm 1986 tại Barranquitas, Puerto Rico) là một nhà khí tượng học và chủ nhân cuộc thi sắc đẹp người Puerto Rico, người đã tham gia và lọt vào Top 25 tại cuộc thi Hoa hậu Thế giới 2010.

## Đầu đời
Trước khi trở thành Hoa hậu Thế giới Puerto Rico 2010, Lasanta đã đăng quang Miss Teen International năm 2001. Cô cũng từng tham gia cuộc thi Nuestra Belleza Latina 2007, nơi cô đã giành ngôi á quân sau Alejandra Espinoza của México. Cô đã dự thi cuộc thi Hoa hậu Hoàn vũ Puerto Rico 2005, nơi cô đã hoàn thành vị trí Á hậu 4. Sau đó, cô dự thi cuộc thi Hoa hậu Hoàn vũ Puerto Rico 2007, nơi cô kết thúc với vị trí Á hậu 2. Cô hiện đang là một người dẫn truyền hình của Telemundo.

## Hoa hậu Thế giới Puerto Rico
Sinh ra ở Barranquitas, Lasanta tham gia Hoa hậu Thế giới Puerto Rico 2009, nơi cô đạt được vị trí Á hậu 1 sau người chiến thắng cuối cùng, Jennifer Colón.
Một năm sau, cô được bổ nhiệm bởi giám đốc quốc gia của Hoa hậu Mundo de Puerto Rico làm đại diện chính thức cho cuộc thi Hoa hậu Thế giới 2010, được tổ chức tại Tam Á, Trung Quốc.

## Hoa hậu Thế giới 2010
Trong một sự kiện được tổ chức tại Mandarin Oriental, Sanya vào ngày 19 tháng 10 năm 2010, Lasanta chiến thắng phần thi phụ Hoa hậu Bãi biển, tự động trở thành một trong những thí sinh lọt vào Top 25 tại Hoa hậu Thế giới 2010.